# Sông Bản Thín
Sông Bản Thín hay sông Ba Thín là phụ lưu của sông Kỳ Cùng, chảy ở tỉnh Lạng Sơn, Việt Nam.
Sông Bản Thín dài 59  km, diện tích lưu vực 204 km².
Sông Bản Thín bắt nguồn từ vùng núi cao thuộc Quảng Tây (Trung Quốc). 21°48′52″B 107°06′02″Đ / 21,814466°B 107,100646°Đ
Sông chảy hướng tây, vào Việt Nam tại xã Tam Gia, chảy qua xã Tú Mịch, huyện Lộc Bình.
Sông đổ vào bờ phải sông Kỳ Cùng ở bản Chu xã Khuất Xá huyện Lộc Bình, tỉnh Lạng Sơn.21°45′05″B 106°59′53″Đ / 21,751302°B 106,998076°Đ

## Tên sông
Tên Sông Bản Thín đặt theo tên Bản Thín xã Tú Mịch, được nêu trong các bản đồ địa hình , "Danh mục địa danh dân cư... tỉnh Lạng Sơn"  và "Danh mục lưu vực sông nội tỉnh" .
Tuy nhiên trong nhiều văn liệu ở địa phương dùng tên Sông Ba Thín, với số liệu sông dài 52 km và diện tích lưu vực 320 km².